# Dorian Leigh
Dorian Leigh (ur. 23 kwietnia 1917 w San Antonio, zm. 7 lipca 2008) – amerykańska modelka.
W 1946 jej zdjęcia siedmiokrotnie trafiły na okładkę Vogue, a także na okładki Harper’s Bazaar, McCall’s i Looka. Była fotografowana przez Richarda Avedona, a następnie wykonane zdjęcia wykorzystano do reklamy kosmetyków firmy Revlon.
Była założycielką agencji modelek w Paryżu. Namówiła swoją siostrę Suzy Parker, aby również została modelką . Wydała w 1980 roku swoją autobiografię pt. Dziewczyna, która miała wszystko.
Eileen Ford udzieliła wywiadu dla The Free Lance – Star wypowiedziała się o niej w następujących słowach „Była najlepszą modelką naszych czasów”.
Dorian Leigh zmarła na chorobę Alzheimera w poniedziałek 7 lipca 2008 roku w domu spokojnej starości w Falls Church w stanie Wirginia.